# Fróði Benjaminsen
Fróði Benjaminsen (* 14. Dezember 1977 in Toftir) ist ein ehemaliger färöischer Fußballspieler und heutiger -trainer. Er spielte zuletzt für Skála ÍF als Mittelfeldspieler und ist Rekordspieler der Betrideildin sowie der färöischen Nationalmannschaft.

## Aktive Karriere

### Verein
Benjaminsen begann seine Karriere bei B68 Toftir. Zunächst lief er 1994 erstmals für die zweite Mannschaft in der zweiten Liga auf, das erste Spiel bestritt er am ersten Spieltag bei der 0:2-Auswärtsniederlage gegen LÍF Leirvík. Bereits in seiner ersten Saison folgten Einsätze in der ersten Liga, sein Debüt gab er beim 0:7 gegen GÍ Gøta am elften Spieltag, als er in der 70. Minute für Jóhannus Danielsen eingewechselt wurde. Im zweiten Jahr kam Benjaminsen in der Gruppenphase des Pokals auf einige Einsätze, danach wurde er wieder in der zweiten Mannschaft, die in die dritte Liga abgestiegen war, eingesetzt. Sein erstes Pflichtspieltor gelang ihm am zweiten Spieltag beim 4:1-Auswärtssieg gegen Skála ÍF, Benjaminsen traf hierbei zum 2:0. Im letzten Saisondrittel wurde er zur ersten Mannschaft befördert und kam dort insgesamt auf sieben Erstligaeinsätze. Ab 1996 zählte er endgültig zur Stammmannschaft des Erstligateams und bestritt neben einem Großteil der Ligaspiele auch sämtliche Pokalspiele. Sein erstes Tor in der höchsten färöischen Spielklasse gelang ihm am 13. Spieltag zum 3:1-Endstand gegen VB Vágur. 2002 wurde Benjaminsen zum ersten Mal zum Spieler des Jahres gewählt.
2004 spielte er ein Jahr für Fram Reykjavík in der Landsbankadeild, danach kehrte er auf die Färöer-Inseln zurück und trat fortan für B36 Tórshavn an. Direkt im ersten Jahr konnte die Meisterschaft an der Seite von Jákup Mikkelsen, Allan Mørkøre, Mikkjal Thomassen und Pól Thorsteinsson gewonnen werden. 2006 gelang zudem der Sieg im Atlantic Cup nach Elfmeterschießen gegen FH Hafnarfjörður, bei welchem Benjaminsen sowohl das erste Tor in der regulären Spielzeit als auch das erste Tor im Elfmeterschießen schoss, sowie der erste Sieg im färöischen Pokal durch ein 2:1 gegen KÍ Klaksvík, wobei Benjaminsen das erste Tor vom Elfmeterpunkt erzielte. Nach dem ersten Drittel der Saison musste er jedoch für einige Wochen pausieren, da er sich in einem Spiel für die Nationalmannschaft einen Knochenbruch im Fuß zuzog. 2007 konnte der Sieg im Supercup gegen den färöischen Meister HB Tórshavn errungen werden, erneut gelang Benjaminsen das erste Tor in der regulären Spielzeit, im anschließenden Elfmeterschießen war er ebenfalls erfolgreich.
2008 wurde der Wechsel zum Lokalrivalen HB Torshavn vollzogen. In der zweiten Saisonhälfte fiel Benjaminsen aufgrund eines gebrochenen Fußes einige Wochen aus. 2009 wurde zunächst der Supercup mit 3:1 gegen Double-Sieger EB/Streymur gewonnen, im selben Jahr gewann Benjaminsen seinen zweiten Meistertitel. Der Mannschaftskapitän von HB Tórshavn wurde ebenso zum zweiten Mal zum Spieler des Jahres der Färöer gewählt. Im Jahr darauf konnte der Sieg im Supercup mit einem 2:1 gegen den färöischen Pokalsieger Víkingur Gøta wiederholt werden, Benjaminsen schoss hierbei das erste Tor. Ebenso konnte die Meisterschaft verteidigt werden. Seine Mannschaftskollegen in den beiden Meisterjahren waren unter anderen Andrew av Fløtum, Christian Mouritsen und Símun Eiler Samuelsen. Nach Ende der Saison 2010 wurde Benjaminsen erneut zum Spieler des Jahres gewählt. Das Spiel um den Supercup im Jahr darauf verlor HB mit 0:2 gegen EB/Streymur. 2013 wiederholte sich sowohl der Erfolg in der Meisterschaft als auch die Wahl zum Spieler des Jahres, zu seinen Mitspielern zählte diesmal auch Jóhan Troest Davidsen. 2014 verlor Benjaminsen mit HB sowohl das Spiel um den Supercup als auch das Landespokalfinale gegen Víkingur Gøta mit 1:2 beziehungsweise 0:1.
2017 wechselte Benjaminsen zum Meister Víkingur Gøta, mit denen er durch ein 2:1 gegen KÍ Klaksvík den Supercup gewann sowie an der Seite von Atli Gregersen, Andreas Lava Olsen und Sølvi Vatnhamar den Meistertitel verteidigen konnte. Zudem wurde die Meisterschaft gewonnen. Daraufhin wechselte er zu Pokalsieger NSÍ Runavík, mit denen er im Elfmeterschießen des Supercups gegen Víkingur Gøta verlor. Nach der Saison unterschrieb er einen Vertrag bei Skála ÍF.
Mit 503 Einsätzen ist Benjaminsen Rekordspieler der ersten färöischen Liga (Stand: Ende 2019).

#### Europapokal
Benjaminsen bestritt bisher 39 Spiele im Europapokal. Im UI-Cup gab er 1996 sein Debüt bei der 0:4-Heimniederlage von B68 Toftir gegen LASK Linz. 2005/06 erreichte er in Diensten von B36 Tórshavn durch ein 1:1 und 2:1 gegen ÍBV Vestmannaeyjar die zweite Qualifikationsrunde im UEFA-Pokal, in der er beim 2:2 im Rückspiel gegen FC Midtjylland mitwirkte, was nach der 1:2-Hinspielniederlage das Ausscheiden bedeutete. In der ersten Qualifikationsrunde zur Champions League 2006/07 gewann er mit B36 gegen FC Birkirkara auswärts mit 3:0, dem höchsten Sieg einer färöischen Mannschaft. Das Erreichen der zweiten Runde wurde schließlich durch ein 2:2 gesichert. Dort war Fenerbahçe Istanbul deutlich überlegen und gewann beide Spiele mit 4:0 und 5:0.
Sein erstes von bisher drei Toren erzielte er in der ersten Qualifikationsrunde des UEFA-Pokals 2007/08 für B36 Tórshavn bei der 2:3-Auswärtsniederlage im Rückspiel gegen Ekranas Panevėžys vom Elfmeterpunkt zum zwischenzeitlichen 2:2-Ausgleich.

### Nationalmannschaft
Benjaminsen absolvierte 95 Spiele für die Nationalmannschaft der Färöer und schoss dabei sechs Tore. Er löste Óli Johannesen als Rekordnationalspieler ab. Sein erster Einsatz erfolgte ebenso wie bei Rógvi Jacobsen am 18. August 1999 im Freundschaftsspiel gegen Island, welches in Tórshavn mit 0:1 verloren wurde. Benjaminsen wurde hierbei in der 81. Minute für Sámal Joensen eingewechselt. Sein erstes Tor gelang ihm am 21. August 2002 beim 3:1-Sieg im Freundschaftsspiel gegen Liechtenstein, er erzielte beim Heimspiel in Tórshavn die 2:1-Führung. Seinen letzten Einsatz hatte Benjaminsen im WM-Qualifikationsspiel gegen Ungarn in Budapest am 10. Oktober 2017, welches nach seiner Auswechslung in der 66. Minute für Hallur Hansson mit 0:1 verloren wurde.

### Erfolge
- 5× Färöischer Meister: 2005, 2009, 2010, 2013, 2017
- 1× Färöischer Pokalsieger: 2006
- 4× Färöischer Supercup-Sieger: 2007, 2009, 2010, 2017
- 1× Sieger im Atlantic Cup: 2006
- 4× Spieler des Jahres: 2001[3], 2009[3], 2010[4], 2013[5]

## Trainerkarriere
Von Januar 2023 bis Juni 2024 war Benjaminsen Cheftrainer der färöischen U-17-Fußballnationalmannschaft.

## Persönliches
Benjaminsen ist hauptberuflich als Zimmermann tätig.